# ディヤルバクル
ディヤルバクル（Diyarbakır ([tr]; アルメニア語: Տիգրանակերտ, local pronunciation: Dikranagerd; クルド語: Amed; シリア語 (マクロランゲージ): ܐܡܝܕ)）は、トルコ南東部の都市。ティグリス川に臨む。ディヤルバクル県の県都で、2012年以降のディヤルバクル大都市自治体とディヤルバクル県は同一の範囲である。人口は589,000人（2003年）。ただし、町をとりまくスラムの住民を含めると、人口は100万人を越えると推定される。住民の大半はクルド人。イスタンブールやアンカラと空路で結ばれ、トルコ空軍の基地がある。

## 概要
トルコ内のクルド人の中心的な都市である。イラン・イラク地方と黒海、地中海方面への諸街道を結ぶ結節点にあり、古代から交易地として栄えた。古代のアルメニア王国の首都ティグラナケルト (Տիգրանակերտ, Tigranakert) は現在のディヤルバクルの近くにあったと考えられる。ディヤルバクルはローマ帝国時代にはアミダ (Amida) と呼ばれたが、629年にアラブ人に征服されて以後はアーミド (آمد Āmid)と呼ばれるようになった。イスラーム時代以降、北メソポタミア一帯はアラビア語でジャズィーラ地方と称し、このジャズィーラ地方北端のアーミドを中心とする東ローマ帝国との境域地域を特に「バクル族の国」（ディヤール・バクル ديار بكر Diyār bakr）と称した。14世紀末にはカラ・ユルク・オスマンが白羊朝を建国して勢力を伸ばした。1515年にオスマン帝国に占領されると、地方名であるディヤール・バクルがアーミドの都市名としても定着するようになり、トルコ共和国時代に至ってからディヤルバクル（Diyarbakır、「銅の国」の意）が正式名称となった。

## 歴史

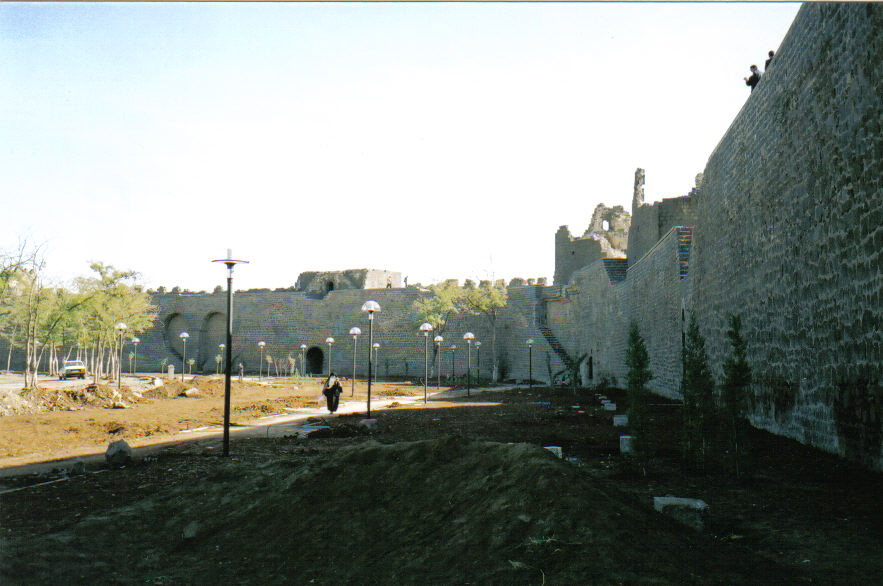
旧市街を囲む城壁

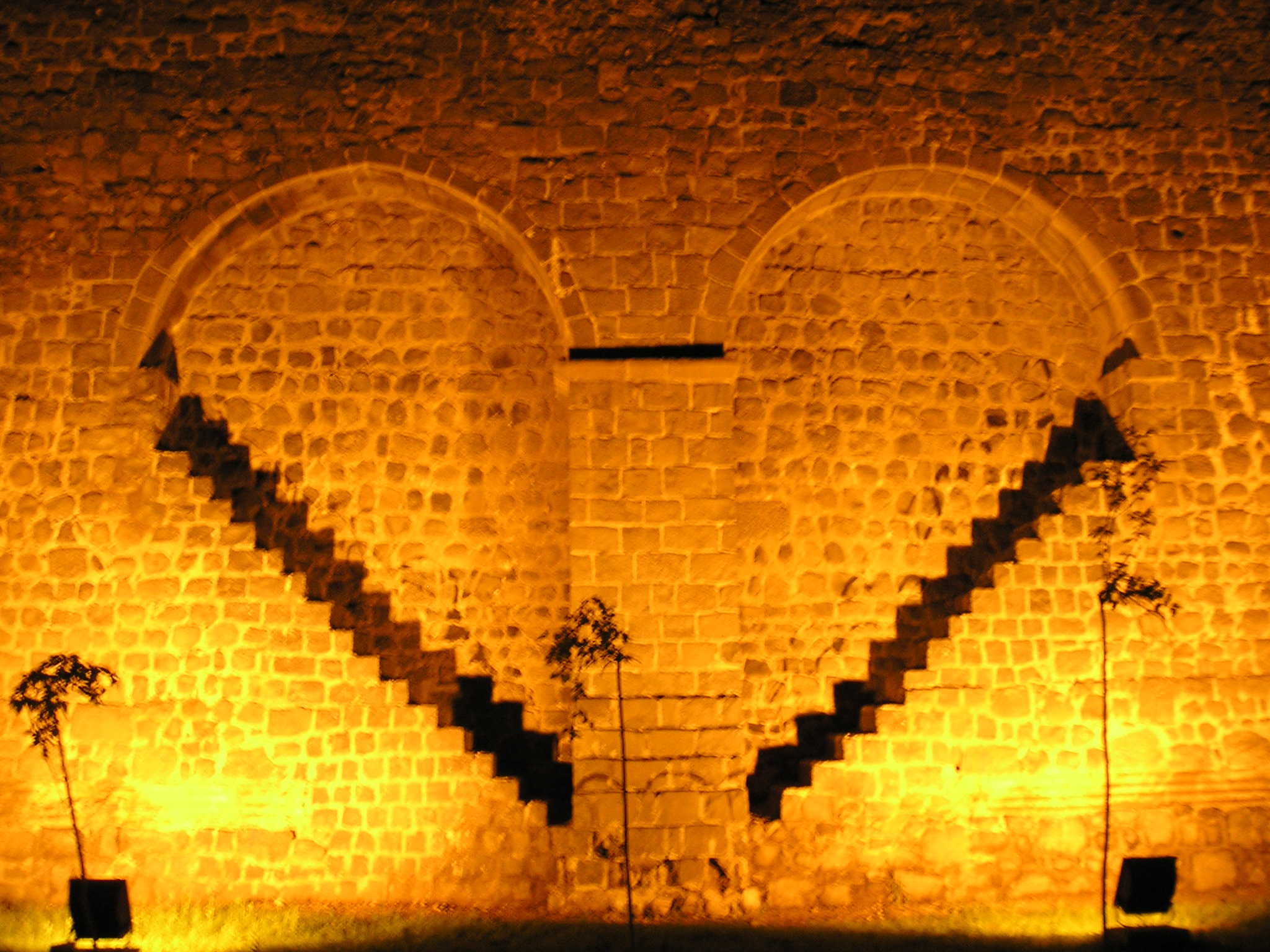
ライトアップされた城壁

もっとも古い部分は297年につくられたという長さ5.5kmの玄武岩の城壁が旧市街を囲む。市内には中世のモスクやマドラサが数多く残っている。11世紀のウル・ジャミイ（大モスク）や、16世紀のデリレル・ハン・マドラサなどが有名。もともとは紀元前1世紀につくられたアッシリア教会が今も機能している。
第一次世界大戦の際に、ディヤルバクルでは暴動が起こり、アッシリア人とアルメニア人の住民のほとんどが追放された。1918年にオスマン帝国が解体された後、一時、フランス軍が町を占領する。1925年にはケマル・アタテュルクのアンカラ政府に対するクルド人の大規模な反乱が起こった。
クルド労働者党（PKK）が1984年にゲリラ闘争を開始した後は、治安が悪化し、人口が減った。1990年代前半には、クルド労働者党や、市内にわずかに暮らすキリスト教徒のアルメニア人やアッシリア人を敵視するトルコ・ヒズボラの活発な活動も見られた。
クルド労働者党が2000年に武力闘争の停止を宣言して後、町は平静を取り戻しつつある。2002年11月30日、トルコ政府はそれまで15年間続いていた非常事態宣言を解除した。
また、1993年にディヤルバクル市は大都市自治体に指定された。2004年の指定範囲拡大により、大都市自治体は知事室の周囲半径20kmまでに拡大した。2012年の行政区画改編により、ディヤルバクル大都市自治体とディヤルバクル県は同一の範囲となっている。

## スポーツ
ディヤルバクルスポル（1968年設立）とアーミドSFK（1990年設立）という、2つのサッカークラブのホームタウンとなっている。

## 文化
2015年の第39回世界遺産委員会で「ディヤルバクル城塞とヘヴセル庭園の文化的景観」が、世界遺産リストに加えられた。

## 気候
| ディヤルバクルの気候                       | ディヤルバクルの気候 | ディヤルバクルの気候 | ディヤルバクルの気候 | ディヤルバクルの気候 | ディヤルバクルの気候 | ディヤルバクルの気候 | ディヤルバクルの気候 | ディヤルバクルの気候 | ディヤルバクルの気候 | ディヤルバクルの気候 | ディヤルバクルの気候 | ディヤルバクルの気候 | ディヤルバクルの気候 |
| 月                                         | 1月                  | 2月                  | 3月                  | 4月                  | 5月                  | 6月                  | 7月                  | 8月                  | 9月                  | 10月                 | 11月                 | 12月                 | 年                   |
| ------------------------------------------ | -------------------- | -------------------- | -------------------- | -------------------- | -------------------- | -------------------- | -------------------- | -------------------- | -------------------- | -------------------- | -------------------- | -------------------- | -------------------- |
| 最高気温記録 °C （°F）                     | 16.9 (62.4)          | 21.8 (71.2)          | 28.3 (82.9)          | 35.3 (95.5)          | 39.8 (103.6)         | 42.0 (107.6)         | 46.2 (115.2)         | 45.9 (114.6)         | 42.0 (107.6)         | 35.7 (96.3)          | 28.4 (83.1)          | 22.5 (72.5)          | 46.2 (115.2)         |
| 平均最高気温 °C （°F）                     | 7.3 (45.1)           | 9.6 (49.3)           | 15.0 (59)            | 20.5 (68.9)          | 26.8 (80.2)          | 34.4 (93.9)          | 38.9 (102)           | 38.7 (101.7)         | 33.4 (92.1)          | 25.7 (78.3)          | 16.3 (61.3)          | 9.2 (48.6)           | 23.0 (73.4)          |
| 日平均気温 °C （°F）                       | 2.1 (35.8)           | 3.8 (38.8)           | 8.7 (47.7)           | 13.5 (56.3)          | 18.9 (66)            | 26.3 (79.3)          | 31.0 (87.8)          | 30.5 (86.9)          | 25.0 (77)            | 17.8 (64)            | 9.3 (48.7)           | 3.8 (38.8)           | 15.9 (60.6)          |
| 平均最低気温 °C （°F）                     | −2.0 (28.4)          | −1.1 (30)            | 2.6 (36.7)           | 6.6 (43.9)           | 10.9 (51.6)          | 16.8 (62.2)          | 21.7 (71.1)          | 21.2 (70.2)          | 15.9 (60.6)          | 10.4 (50.7)          | 3.8 (38.8)           | −0.5 (31.1)          | 8.9 (48)             |
| 最低気温記録 °C （°F）                     | −24.2 (−11.6)        | −21.0 (−5.8)         | −14.0 (6.8)          | −6.1 (21)            | 0.8 (33.4)           | 1.8 (35.2)           | 9.9 (49.8)           | 11.4 (52.5)          | 0.0 (32)             | −1.8 (28.8)          | −12.9 (8.8)          | −23.4 (−10.1)        | −24.2 (−11.6)        |
| 降水量 mm （inch）                         | 63.6 (2.504)         | 66.8 (2.63)          | 67.5 (2.657)         | 63.1 (2.484)         | 50.0 (1.969)         | 10.8 (0.425)         | 1.0 (0.039)          | 0.4 (0.016)          | 8.4 (0.331)          | 37.3 (1.469)         | 54.3 (2.138)         | 75.2 (2.961)         | 498.4 (19.622)       |
| 平均降水日数                               | 11.77                | 11.10                | 12.80                | 12.43                | 11.40                | 3.80                 | 0.83                 | 0.60                 | 2.13                 | 7.00                 | 8.20                 | 11.83                | 93.9                 |
| 平均月間日照時間                           | 124.0                | 135.6                | 173.6                | 210.0                | 282.1                | 348.0                | 362.7                | 341.0                | 279.0                | 220.1                | 165.0                | 114.7                | 2,755.8              |
| 平均日照時間                               | 4.0                  | 4.8                  | 5.6                  | 7.0                  | 9.1                  | 11.6                 | 11.7                 | 11.0                 | 9.3                  | 7.1                  | 5.5                  | 3.7                  | 7.5                  |
| 出典：Turkish State Meteorological Service |                      |                      |                      |                      |                      |                      |                      |                      |                      |                      |                      |                      |                      |